# Frank M. Thomas
Pour les articles homonymes, voir Thomas (nom de famille) et Frank Thomas.
Frank Marion Thomas Sr., né le 13 juillet 1889 à Saint Joseph (Missouri) et mort centenaire le 25 novembre 1989 à Los Angeles (quartier de Sunland-Tujunga, Californie), est un acteur américain, connu comme Frank M. Thomas.

## Biographie

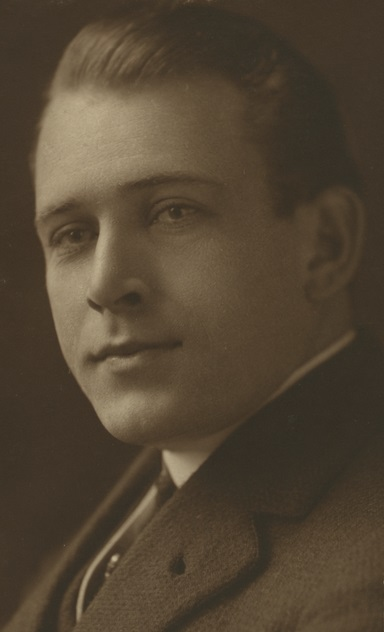
Dans les années 1920

Frank M. Thomas entame sa carrière d'acteur au théâtre et joue notamment à Broadway (New York), où il débute en 1914 dans Big Jim Garrity d'Owen Davis, aux côtés de John Emerson. 
Là, suivent vingt-cinq autres pièces, dont The Girl in the Limousine de Wilson Collison et Avery Hopwood (1919-1920, avec Doris Kenyon et Zelda Sears), Launcelot and Elaine d'Edwin Milton Royle (1930, avec Selena Royle) et Chicken Every Sunday de Julius J. et Philip G. Epstein (1944-1945, avec Hope Emerson et Rhys Williams). 
Ses deux dernières pièces à Broadway sont End as a Man de Calder Willingham (1953-1954, avec Ben Gazzara et Pat Hingle), puis The Legend of Lizzie de Reginald Lawrence (1959, avec Douglass Montgomery et Lee Richardson).
Au cinéma, il apparaît d'abord dans Presque mariés de Chester Withey (1917, avec Madge Kennedy et Richard Barthelmess). Après un second (dont dernier) film muet sorti en 1920, il ne revient au grand écran qu'après le passage au parlant, son premier film de cette période sortant en 1934.
Au nombre de ses cent-onze films américains (dont de nombreux westerns B) suivants, où il est parfois non crédité, mentionnons La Ville de l'or de Christy Cabanne (1937, avec Preston Foster et Jean Muir), Mademoiselle et son bébé de Garson Kanin (1939, avec Ginger Rogers et David Niven), ou encore L'Inspiratrice de William A. Wellman (1942, avec Barbara Stanwyck et Joel McCrea). Son dernier film est Brigade secrète de George Sherman (1950, avec Richard Conte et Coleen Gray).
Pour la télévision américaine, outre trois téléfilms (1953-1955), il contribue à vingt-quatre séries entre 1948 et 1966, dont Martin Kane, détective privé (en) (cent-dix-neuf épisodes, 1950-1952).
Marié à l'actrice Mona Bruns (en) (née en 1899), il joue avec elle à Broadway dans Hobohemia de Sinclair Lewis (1919) et The Love Thief de Martin Brown (1927). Tous deux meurent centenaires, lui en 1989, elle en 2000. Ils sont inhumés au Forest Lawn Memorial Park (Hollywood Hills).
De leur union est né l'acteur Frank Marion Thomas Jr. (1921-2006), connu comme Frankie Thomas.

## Théâtre à Broadway (intégrale)
- 1914 : Big Jim Garrity d'Owen Davis : rôle non spécifié
- 1915 : Rosemary de Louis N. Parker et Murray Carson : William Westford
- 1915-1916 : The House of Glass de Max Marcin : rôle non spécifié
- 1919 : Hobohemia de Sinclair Lewis : rôle non spécifié
- 1919-1920 : The Girl in the Limousine de Wilson Collison et Avery Hopwood : Freddie Neville[1]
- 1921 : Back Pay de Fannie Hurst[2] : Gerald Fishback
- 1922 : The National Anthem de J. Hartley Manners : Tom Carroll
- 1923 : Red Light Annie de Norman Houston et Sam Forrest : Tom Campbell
- 1925 : Aloma of the South Seas de John B. Hymer et Le Roy Clemens : Bob Holden
- 1926-1927 : The Little Spitfire de Myron Coureval Fagan : Brooks
- 1926-1927 : Night Hawk de Roland Oliver : Dr Perry Colt
- 1927 : The Love Thief de Martin Brown : L'Ange
- 1929 : The House of Fear de Wall Spence : L'Intrus
- 1930 : Launcelot and Elaine d'Edwin Milton Royle : Sir Launcelot
- 1931-1932 : Louder, Please de Norman Krasna, mise en scène de George Abbott : Kendall King
- 1932 : The Inside Story de George Bryant et Francis M. Verdi : Bert Teagle
- 1934 : The Gods We Make de G. H. McCall et S. Bouvet De Lozier : Jimmy Laurelton
- 1935-1936 : Remember the Day de Philip Dunning et Philo Higley : M. Roberts[3]
- 1937 : Curtain Call de Le Roy Bailey : Lackey
- 1944-1945 : Chicken Every Sunday de Julius J. et Philip G. Epstein, décors d'Howard Bay : George Kirby[4]
- 1945 : The Rich Full Life de Viña Delmar : Fred
- 1946 : Jeb de Robert Ardrey, mise en scène d'Herman Shumlin, décors et lumières de Jo Mielziner : Charles Bard
- 1946-1947 : Christopher Blake de (et mise en scène par) Moss Hart : un général / un juge / le superintendant
- 1948 : The Hallams de (et mise en scène par) Rose Franken : Harry Hallam
- 1953-1954 : End as a Man de Calder Willingham : Général Draughton
- 1959 : The Legend of Lizzie de Reginald Lawrence : Andrew Borden

## Filmographie partielle

### Cinéma

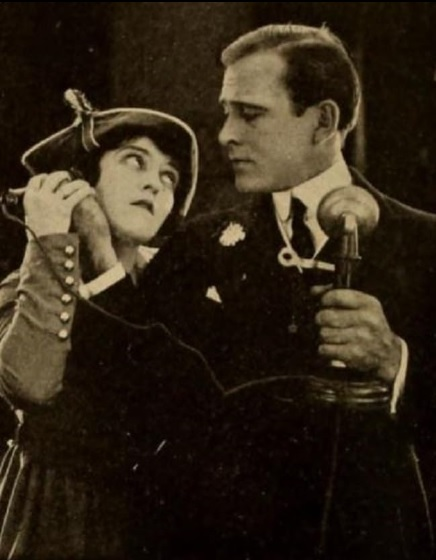
Avec Madge Kennedy, dans Presque mariés (1917)

- 1917 : Presque mariés (Nearly Married) de Chester Withey : Harry Lindsey
- 1936 : Mon ex-femme détective (The Ex-Mrs. Bradford) de Stephen Roberts : Mike North
- 1936 : Gardez-les sous les verrous (Don't Turn 'Em Loose) de Benjamin Stoloff : l'avocat Pierce
- 1936 : Grand Jury (titre original) d'Albert S. Rogell : John Taylor
- 1937 : Déjeuner pour deux (Breakfast for Two) d'Alfred Santell : Sam Ransome
- 1937 : L'Or et la Chair (The Toast of New York) de Rowland V. Lee et Alexander Hall : l'avocat de Fisk
- 1937 : Forty Naughty Girls d'Edward F. Cline : Jeff Plummer
- 1937 : Un homme qui se retrouve (The Man Who Found Himself) de Lew Landers : M. Roberts
- 1937 : We Who Are About to Die de Christy Cabanne : M. L. Carter
- 1937 : Michel Strogoff (The Soldier and the Lady) de George Nichols Jr. : un cadre de la compagnie ferroviaire
- 1937 : Vol de zozos (High Flyers) d'Edward F. Cline : l'officier Collins
- 1937 : La Ville de l'or (The Outcast of Poker Flat) de Christy Cabanne : M. Redford
- 1937 : Crime en haute mer (China Passage) d'Edward Killy : Capitaine Williams
- 1938 : The Renegade Ranger de David Howard : Carson
- 1938 : Night Spot de Christy Cabanne : le serveur en chef
- 1938 : Quelle joie de vivre (Joy of Living) de Tay Garnett : Arthur
- 1938 : Mariage incognito (Vivacious Lady) de George Stevens : un conducteur de train
- 1938 : Gangster d'occasion (Go Chase Yourself) d'Edward F. Cline : le chef de la police
- 1938 : Everybody's Doing It de Christy Cabanne : Charlie
- 1938 : The Saint in New York de Ben Holmes (en) : le procureur
- 1939 : They Made Her a Spy de Jack Hively : Colonel John Shaw
- 1939 : Avocat mondain (Society Lawyer) d'Edwin L. Marin : Lieutenant Stevens
- 1939 : Mademoiselle et son bébé (Bachelor Mother) de Garson Kanin : le médecin de l'orphelinat
- 1939 : They All Come Out de Jacques Tourneur : le superintendant à la prison de Chillicothe
- 1939 : Service secret de l'air (Secret Service of the Air) de Noel M. Smith : Doc
- 1939 : Monsieur Smith au Sénat (Mr. Smith Goes to Washington) de Frank Capra : Hendricks
- 1940 : Maryland d'Henry King : un vétérinaire
- 1940 : Lillian Russell d'Irving Cummings : un officiel
- 1940 : L'Odyssée des Mormons (Brigham Young) d'Henry Hathaway : Hubert Crum
- 1940 : High School de George Nichols Jr. : le professeur d'histoire
- 1940 : La Roulotte rouge ou La Belle Écuyère (Chad Hanna) d'Henry King : Burke
- 1940 : Les Bas-fonds de Chicago (Queen of the Mob) de James Patrick Hogan : le médecin
- 1941 : Père contre fils (Wyoming Wildcat) de George Sherman : Frank Gannon
- 1941 : Among the Living de Stuart Heisler : le shérif
- 1941 : A Shot in the Dark de William C. McGann : Klein

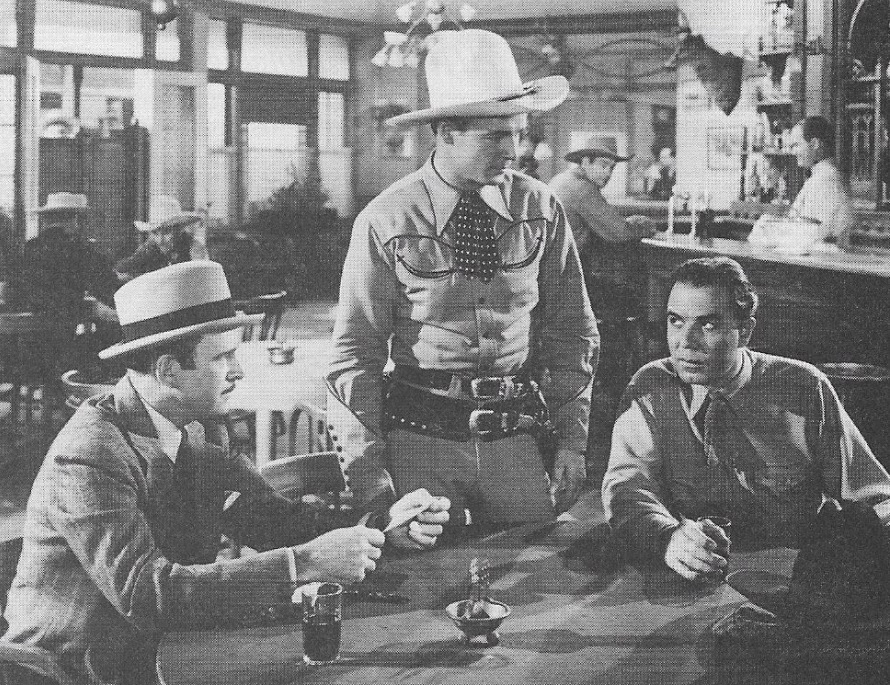
Frank M. Thomas, Roy Rogers et Onslow Stevens (de g. à d. au premier plan), dans Sunset Serenade (1942)

- 1942 : Apache Trail de Richard Thorpe : Major Lowden
- 1942 : Les Yeux dans les ténèbres (Eyes in the Night) de Fred Zinnemann : un lieutenant de police
- 1942 : Sunset Serenade (en) de Joseph Kane : Clifford Sheldon
- 1942 : L'Inspiratrice (The Great Man's Lady) de William A. Wellman : Frisbee
- 1942 : Obliging Young Lady de Richard Wallace : Bill Keenan
- 1942 : Les Naufrageurs des mers du Sud (Reap the Wild Wind) de Cecil B. DeMille : Dr Jepson
- 1942 : Sunset on the Desert (en) de Joseph Kane : Juge Alvin Kirby
- 1942 : La Justice des hommes (The Talk of the Town) de George Stevens : le procureur de district Scott
- 1943 : Perdue sous les tropiques (Flight to Freedom) de Lothar Mendes : un officiel de course
- 1943 : Hello Frisco, Hello de H. Bruce Humberstone : un actionnaire
- 1943 : Le Chant du désert (The Desert Song) de Robert Florey : Sergent LeBlanc
- 1950 : Brigade secrète (The Sleeping City) de George Sherman : Lieutenant Lally

### Télévision
(séries)
- 1950-1952 : Martin Kane, détective privé (en) (Martin Kaye, Private Eye), saisons 1 à 3, 119 épisodes : Pop Wagner / Capitaine Burke
- 1965-1966 : Paradise Bay (en), épisodes non spécifiés : Juge Grayson